# Odra (Kupa)
Die Odra ist ein Fluss in Zentralkroatien. Seine Länge beträgt 83 km, sein Einzugsgebiet umfasst 604 km². Die Quelle befindet sich im Žumberak-Gebirge südwestlich von Zagreb. Der Fluss richtet sich ostwärts, passiert im Zuge des Save-Odra-Save-Kanals den südwestlichsten Zagreber Stadtteil Brezovica sowie den Süden der Stadt Velika Gorica, wendet sich dann nach Südost und fließt dann weitgehend parallel zur Save. Am nordwestlichen Stadtrand der Stadt Sisak mündet die Odra in den Fluss Kupa, wenige Kilometer ehe dieser Fluss in die Save mündet.
Der Oberlauf der Odra wurde erheblich begradigt, als der 32 km lange Save-Odra-Save-Kanal als Flutrinne der Save südlich von Zagreb errichtet wurde.